# Porella inaequalis
Porella inaequalis là một loài rêu trong họ Porellaceae. Loài này được Perss. mô tả khoa học đầu tiên.